# Jean Charles van Bylandt
Jean Charles graaf van Bylandt ('s-Gravenhage, 5 januari 1776 - aldaar, 27 juli 1841) was een Nederlands militair, diplomaat en Eerste Kamerlid.

## Familie
Van Bylandt was lid van de familie Van Bylandt en een zoon van Alexander des H.R. Rijksgraaf van Bylandt (1743-1819), generaal-majoor infanterie, en Anna van der Duyn (1747-1798). Hij trouwde in 1805 met Otteline A.C. gravin van Limburg Stirum (1788-1853) met wie hij twee kinderen kreeg onder wie Eugène J.A. graaf van Bylandt (1807-1876), onder andere voorzitter van de Eerste Kamer.

## Militaire loopbaan
Jean Charles van Bylandt diende vanaf 1792 in het Staatse leger bij de Garde du Corps als brigadier, en promoveerde tot ritmeester in diezelfde eenheid. Tot aan de nederlaag van de Staatse troepen tegen de Franse revolutionaire troepen in 1795 bleef Van Bylandt dienen bij de Garde du Corps. Toen stadhouder Willem V naar Groot-Brittannië vluchtte, ging Van Bylandt in 1795 naar het Rassemblement van Osnabrück waar Oranjegetrouwe troepen zich verzamelden. Het rassemblement leverde echter politiek en militair niets op en betekende vervolgens het einde van Van Bylandts militaire loopbaan.

## Burgerlijke loopbaan
Van Bylandt bekleedde militaire- en hoffuncties bij de stadhouderlijke familie en volgde de Oranjefamilie ook in Duitse ballingschap. Vanaf 1818 was hij gedeputeerde van het zuidelijk deel van Holland. Hij behoorde tot de voornaamste hofdignitarissen van koning Willem I, die hem in 1831 met het Eerste Kamerlidmaatschap beloonde.
- Biografisch Portaal: 04289061
- Digitale Bibliotheek voor de Nederlandse Letteren: byla022
- Parlement.com: vg09lls6ynwt